# Charles Van Cauwenberghe

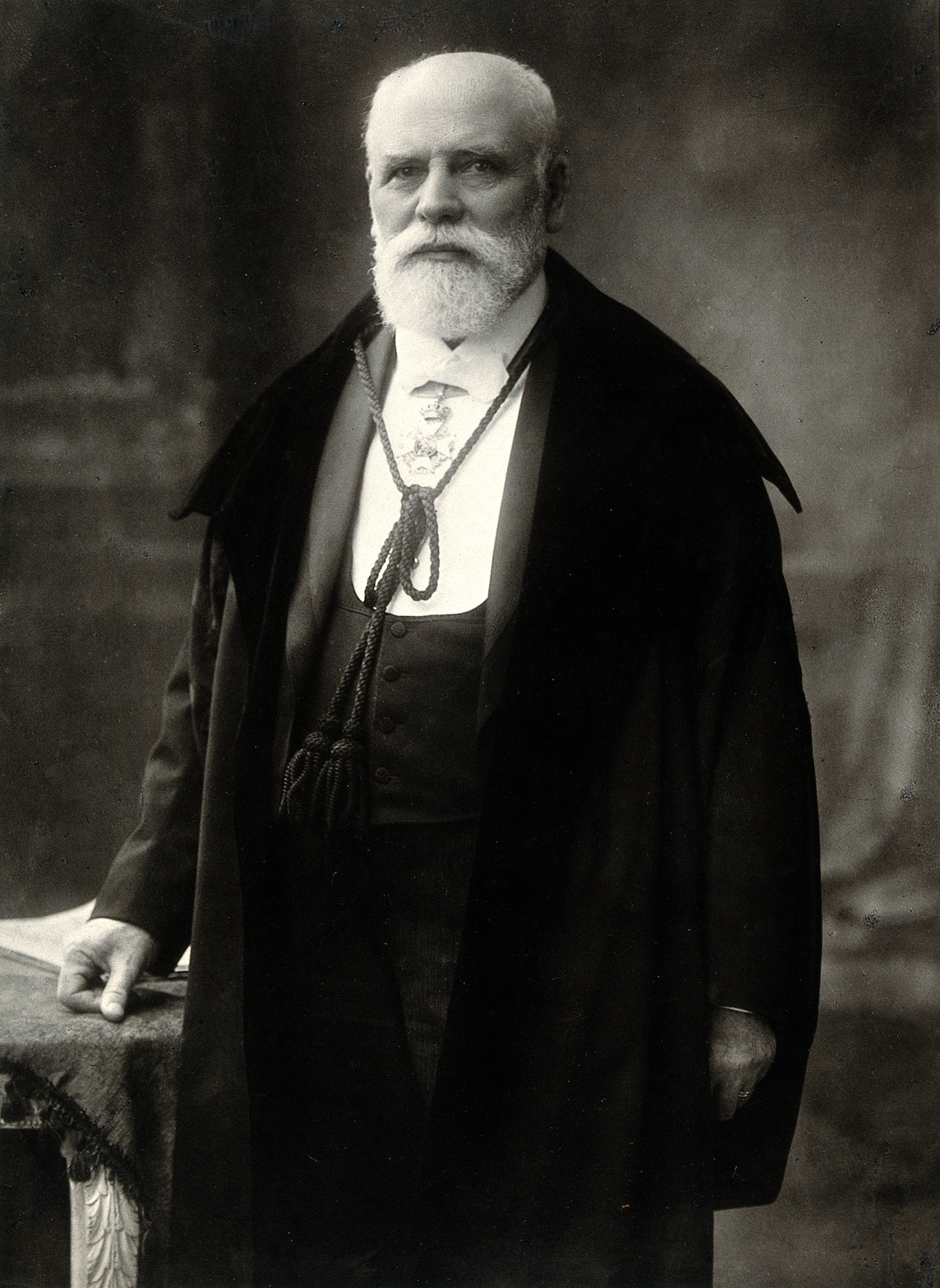
Charles Van Cauwenberghe

Charles Joseph Van Cauwenberghe (Wortegem, 9 juli 1841 - Wondelgem, 12 februari 1911) was een Belgisch arts en hoogleraar aan de Rijksuniversiteit Gent.

## Biografie
Charles Van Cauwenberghe voltooide met grote onderscheiding zijn studies geneeskunde aan de Rijksuniversiteit Gent (1862-1867), waarbij hij werd uitgeroepen tot laureaat van de Universitaire wedstrijd (1865-1866) voor de verloskundige wetenschappen. Hij studeerde verder in Parijs en Wenen, maar werd teruggeroepen naar Gent na het overlijden van van Karel Van Leynseele in 1868 en werd diens opvolger in het theoretische en praktische onderwijs van de verloskunde, een functie die hij behield tot aan zijn overlijden. In 1871 werd Van Cauwenberghe buitengewoon hoogleraar en in 1875 gewoon hoogleraar. Hij was tevens lid van de Verbeteringsraad Hoger Onderwijs (1889-1892), directeur-diensthoofd van de Cliniek der verloskunde (1882-1911) en de Cliniek voor vrouwenziekten (1891-1911), driemaal decaan van de faculteit Geneeskunde (1876-1877, 1887-1888 en 1899-1900) en rector van de universiteit (1894-1897). In die laatste hoedanigheid volgde hij zijn schoonbroer Adhémar Motte op. Hij schreef verschillende werken over verloskundige kwesties, waaronder het Handboek der verloskunde.
In 1871 werd hij uitgeroepen tot speciaal doctor in de heelkundige wetenschappen met een proefschrift over de structuur van de placenta. Hij werd corresponderend lid van de Académie royale de médecine de Belgique in 1882 en volwaardig lid in 1897. Op het moment van zijn overlijden was hij net benoemd tot voorzitter van de Académie.
Van Cauwenberghe trouwde in 1873 met Ida Rolin (1848-1897), dochter van Hippolyte Rolin en zus van Gustave Rolin-Jaequemyns en Albéric Rolin. Ze kregen twee zoons en twee dochters. Ze waren de schoonouders van filoloog en hoogleraar Charles Saroléa.